# فهرست مجله‌های حقوق بین‌الملل
این فهرست، مجله‌های قابل توجه در رابطه با حقوق بین‌الملل و زمینه‌های مرتبط را ارائه می‌دهد.
مجله آمریکایی حقوق بین‌الملل
مجله حقوق بین‌الملل آسیا
مجله حقوق بین‌الملل برکلی
مجله حقوق بین‌الملل شیکاگو
مجله حقوق بین‌الملل چین
مجله حقوق فراملی کلمبیا
مجله حقوق بین‌الملل کرنل
مجله اروپایی حقوق بین‌الملل
مجله حقوق بین‌الملل فلوریدا
مجله حقوق بین‌الملل Fordham
بررسی حقوق بین‌الملل جورج واشینگتن
مجله حقوق بین‌الملل ژورج تاون
مجله حقوقی آلمان
سالنامه حقوق بین‌الملل آلمان
مجله حقوق بین‌الملل گوتینگن
مجله حقوق بین‌الملل هاروارد
بررسی حقوقی بین‌المللی و مقایسه ای هاستینگز
مجله حقوق بین‌الملل هیوستون
مجله حقوق بین‌الملل ملبورن
مجله حقوق بین‌الملل مینه سوتا
مجله حقوق بین‌الملل و مقررات تجاری کارولینای شمالی
مجله حقوق بین‌الملل استنفورد
مجله حقوق بین‌الملل تگزاس
تجارت، قانون و توسعه
مجله حقوق بین‌الملل دانشگاه پنسیلوانیا
مجله حقوق بین‌الملل و اروپا اوترخت
مجله حقوق بین‌الملل ویرجینیا
مجله حقوق بین‌الملل واشینگتن
مجله حقوق بین‌الملل ییل